# 6.º governo da ditadura militar (Portugal)
O 6.º governo da Ditadura portuguesa, nomeado a 8 de julho de 1929 e exonerado a 21 de janeiro de 1930, foi liderado por Artur Ivens Ferraz.
A sua constituição era a seguinte:
| Cargo                                | Detentor | Detentor                                               | Período                                         |
| ------------------------------------ | -------- | ------------------------------------------------------ | ----------------------------------------------- |
| Presidente do Ministério             |          | Artur Ivens Ferraz (1870–1933)                         | 8 de julho de 1929 a 21 de janeiro de 1930      |
| Presidente do Ministério             |          | Luís Maria Lopes da Fonseca (interino) (1883–1974)     | 16 de outubro de 1929 a 26 de outubro de 1929   |
| Ministro do Interior                 |          | Artur Ivens Ferraz (1870–1933)                         | 8 de julho de 1929 a 21 de janeiro de 1930      |
| Ministro do Interior                 |          | Eduardo da Costa Ferreira (interino) (1888–1951)       | 16 de outubro de 1929 a 26 de outubro de 1929   |
| Ministro da Justiça e dos Cultos     |          | Francisco Xavier da Silva Teles (interino) (1860–1930) | 8 de julho de 1929 a 15 de julho de 1929        |
| Ministro da Justiça e dos Cultos     |          | Luís Maria Lopes da Fonseca (1883–1974)                | 15 de julho de 1929 a 21 de janeiro de 1930     |
| Ministro das Finanças                |          | António de Oliveira Salazar (1889–1970)                | 8 de julho de 1929 a 21 de janeiro de 1930      |
| Ministro da Guerra                   |          | Amílcar Pinto (1869–1947)                              | 8 de julho de 1929 a 21 de janeiro de 1930      |
| Ministro da Marinha                  |          | Luís Magalhães Correia (1873–1960)                     | 8 de julho de 1929 a 21 de janeiro de 1930      |
| Ministro dos Negócios Estrangeiros   |          | Artur Ivens Ferraz (interino) (1870–1933)              | 8 de julho de 1929 a 27 de julho de 1929        |
| Ministro dos Negócios Estrangeiros   |          | Henrique Trindade Coelho (1885–1934)                   | 27 de julho de 1929 a 16 de agosto de 1929      |
| Ministro dos Negócios Estrangeiros   |          | Artur Ivens Ferraz (interino) (1870–1933)              | 16 de agosto de 1929 a 11 de setembro de 1929   |
| Ministro dos Negócios Estrangeiros   |          | Jaime da Fonseca Monteiro (1870–1938)                  | 11 de setembro de 1929 a 21 de janeiro de 1930  |
| Ministro dos Negócios Estrangeiros   |          | Luís Magalhães Correia (interino) (1873–1960)          | 16 de outubro de 1929 a 26 de outubro de 1929   |
| Ministro do Comércio e Comunicações  |          | João Antunes Guimarães (1877–1951)                     | 8 de julho de 1929 a 21 de janeiro de 1930      |
| Ministro das Colónias                |          | Eduardo Marques (1867–1944)                            | 8 de julho de 1929 a 21 de janeiro de 1930      |
| Ministro das Colónias                |          | José Bacelar Bebiano (interino) (1894–1967)            | 8 de julho de 1929 a 20 de julho de 1929        |
| Ministro da Instrução Pública        |          | Francisco Xavier da Silva Teles (1860–1930)            | 8 de julho de 1929 a 11 de setembro de 1929     |
| Ministro da Instrução Pública        |          | Eduardo da Costa Ferreira (1888–1951)                  | 11 de setembro de 1929 a 14 de novembro de 1929 |
| Ministro da Instrução Pública        |          | Artur Ivens Ferraz (interino) (1870–1933)              | 14 de novembro de 1929 a 21 de dezembro de 1929 |
| Ministro da Instrução Pública        |          | Vítor Hugo Duarte de Lemos (1894–1959)                 | 21 de dezembro de 1929 a 21 de janeiro de 1930  |
| Ministro da Agricultura              |          | Henrique Linhares de Lima (1876–1953)                  | 8 de julho de 1929 a 21 de janeiro de 1930      |
|                                      |          |                                                        |                                                 |
| Subsecretário de Estado das Finanças |          | João Lumbrales (1905–1975)                             | 17 de julho de 1929 a 5 de novembro de 1929     |
| Subsecretário de Estado das Finanças |          | Armindo Monteiro (1896–1955)                           | 27 de novembro de 1929 a 21 de janeiro de 1930  |